# Шалтырь-Кожух
Шалтырь-Кожух (в верховье Шалтырь) — река в Кемеровской области России, правый приток Кожуха. Устье находится в 75 км от устья по правому берегу Кожуха. Протяжённость реки 41 км.

## Притоки
- Малая Исаковка (пр)
- Исаковка (пр)
- Михайловка (пр)
- Гавриловка (пр)
- Сергеевка (лв)
- 31 км: Тага-Кожух (пр)

## Данные водного реестра
По данным государственного водного реестра России относится к Верхнеобскому бассейновому округу, водохозяйственный участок реки — Чулым от Ачинска до водомерного поста в селе Зырянском, речной подбассейн реки — Чулым. Речной бассейн реки — (Верхняя) Обь до впадения Иртыша.
Код водного объекта — 13010400212115200018385.